# Carleton-Ouest
Carleton-Ouest est un hameau faisant partie du territoire la ville de Carleton-sur-Mer en Avignon, au Québec, Canada.